# Federació Internacional de Softbol

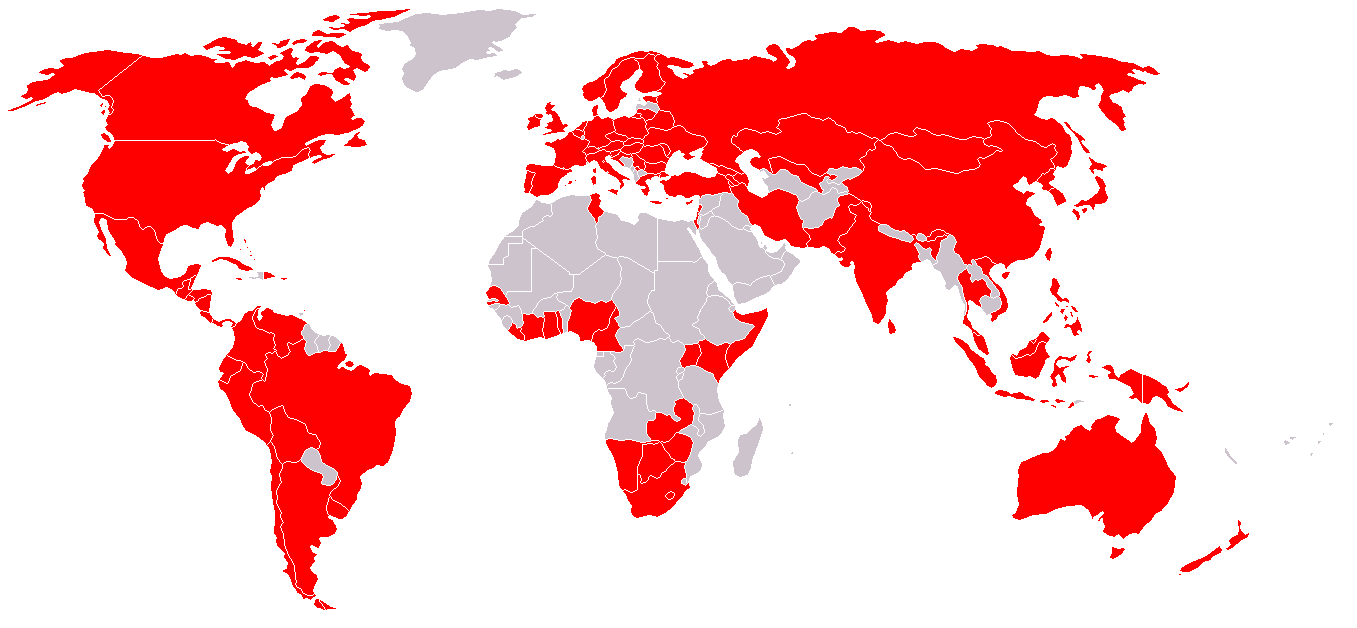
Estats membres de la Federació Internacional de softbol.

La Federació Internacional de Softbol (en anglès: International Softball Federation, ISF) és l'organisme encarregat de governar i promoure el softbol a nivell internacional. Va ser fundada el 1952 a la ciutat de Panamà, amb la finalitat d'establir les regles i normes de l'esport i organitzar competicions internacionals.
Actualment, la ISF és reconeguda per l'International Olympic Committee (IOC) com a federació esportiva internacional, i és membre de l'Associació Internacional dels Federacions d'Esports (ASOIF). La seu central de la ISF es troba a Plantation, Florida, als Estats Units, i compta amb un total de 123 federacions membres arreu del món.
Entre les activitats més destacades de la ISF es troben les competicions internacionals de softbol, com ara els Jocs Olímpics, els Jocs Panamericans, els Campionats del Món de Softbol Femení i els Campionats del Món de Softbol Masculí. També organitza altres tornejos internacionals, com ara la Copa del Món de Softbol Femení i la Copa del Món de Softbol Masculí.
A més de les activitats esportives, la ISF també es dedica a la promoció i desenvolupament del softbol a nivell internacional, amb l'objectiu de fer-lo cada vegada més conegut i popular. Això inclou la creació de programes de formació i entrenament per a àrbitres i entrenadors, així com la col·laboració amb altres organitzacions esportives per a la promoció del softbol.